# Кузман Поптомов
Кузман Поптомов Хаджиангелов, наричан Шарланджията или Бельовеца (изписване до 1945 година: Кузманъ попъ Томовъ хаджи Ангеловъ), е български революционер и общественик.

## Биография
Кузман Поптомов е роден в 1837 година в Голямо Белово, Пазарджишко, тогава в Османската империя, днес България. Занимава се с производство на шарлан. Влиза в основания от Васил Левски Пазарджишки (на практика Панагюрски) революционен комитет на Вътрешната революционна организация. В 1876 година е изпратен от Георги Бенковски в Разлога. Пристига с булка от Сестримо в Якоруда, като официално минава за търговец на кожи, дошъл да събира вересията си. В Якоруда основава революционен комитет с установените формалности и ритуал - четене на пълномощно от Пазардишкия революционен комитет, заклеване и четене на наредбите и наставленията на организацията. След това Шарланджията посещава Белица, Баня, Банско, Годлево, Горно и Долно Драглища, Добринища, Недобърско и Мехомия, като навсякъде основава революционни комитети и така Разлогът става част от Четвърти пловдивски революционен окръг. Поптомов ръководи обучението по стрелба, набавяне на оръжие и бойни материали. В Долно Драглище на общо събрание е приет общ план за въстание. Основните покръстени от Шарланджията ръководител в Разложко са Щерьо Михайлов, Кандит Дъгарадин, Филип Стоянов, Иван Асянчин и Георги Финдрин.
Разложката революционна мрежа е разкрита в навечерието на Априлското въстание. Поптомов е задържан от турските власти и е осъден на смърт, но присъдата му е заменена с вечно заточение в Мала Азия. След Руско-турската война е амнистиран през август 1878 година.
Кузман Поптомов взима дейно участие в обществено-политическия живот на Пазарджик след освобождението на България.
Умира на 15 ноември 1919 година в Пазарджик.